# Timmy T
Timmy T, nascido Timothy Torres (Fresno, Califórnia, 21 de setembro de 1967), é um músico e cantor freestyle estadunidense. Ele é melhor conhecido por sua canção One More Try, que alcançou o primeiro lugar na Billboard Hot 100.
Embora o freestyle tenha sido bastante popular em Nova York e Miami, Timmy T foi um dos cantores de maior sucesso no freestyle que veio da Califórnia.

## História
Timmy T começou sua carreira na música nos anos 80 participando de pequenos grupos de rap na cidade onde vivia, Fresno, embora ele gostasse mais de música dance. Ele comprou um sintetizador Moog e uma caixa de ritmos Roland TR-808 em uma loja de penhores, e gravou seu primeiro single, "Time After Time", em sua garagem. Ele começou a entregar cópias do single as estações de rádio de Fresno e também em clubes locais pedindo a eles que tocassem seu single. Após o DJ tocar a canção, eles começaram a receber muitas ligações perguntando quem cantava essa canção. O DJ então recomendou que Timmy T levasse sua gravação para as estações de rádio de Los Angeles, para conseguir mais exposição. Após a estação Power 106 tocar a música, outras estações do país também deram espaço para sua música, inclusive a estação de rádio Hot 97 de Nova York. Timmy T conseguiu um contrato com uma gravadora, a Quality Records, e com o suporte da gravadora, "Time After Time" chegou a posição #40 na Billboard Hot 100. Logo após foi lançado o single "What Will I Do" que conseguiu moderado sucesso. Em 1991 ele lançou "One More Try", que provou ser um grande sucesso, chegando a primeira posição na Billboard Hot 100 e vendendo mais de um milhão de cópias por todo o país. O sucesso do single fez com que o álbum de Timmy T, "Time After Time" chegasse a posição #46 da Billboard 200.
Em 1992, lançou seu segundo álbum, "All for Love", que possui três singles: "Over You", "Cry a Million Tears" e um cover da canção originalmente de Eric Carmen, "Boats Against the Corrent". Nenhum desses singles entrou na parada musical de algum país, mas a canção "Over You" ganhou certo destaque por entrar na trilha sonora de um filme chamado "The Raffle". Um ano após o lançamento de seu segundo álbum, ele se distanciou dos holofotes para se concentrar no nascimento de seu filho.
Atualmente, ainda realiza shows pelos Estados Unidos, e frequentemente participa de eventos relacionados a freestyle.

## Discografia

### Álbuns de estúdio
| 1990                                               | Time After Time - Lançado: 20 de Junho de 1990 - Gravadora: Quality Records | 27 | 46 | 73 | 48 |
| 1992                                               | All for Love - Lançado: 24 de Março de 1992 - Gravadora: Quality Records    | —  | —  | —  | —  |
| "—" denota um lançamento que não entrou na parada. |                                                                             |    |    |    |    |

### Compilações
| Ano  | Detalhes do álbum                                                                 |
| ---- | --------------------------------------------------------------------------------- |
| 2006 | One More Try: The Collection - Lançado: 3 de Abril de 2006 - Gravadora: ZYX Music |

## Singles
| Ano  | Single                      | Posições | Posições | Posições | Posições | Álbum           |
| Ano  | Single                      | ALE      | E.U.A.   | NLD      | CHE      | Álbum           |
| ---- | --------------------------- | -------- | -------- | -------- | -------- | --------------- |
| 1990 | "Time After Time"           | —        | 40       | —        | —        | Time After Time |
| 1990 | "What Will I Do"            | —        | 96       | —        | —        | Time After Time |
| 1991 | "One More Try"              | 8        | 1        | 2        | 5        | Time After Time |
| 1991 | "Over and Over"             | —        | 63       | —        | —        | Time After Time |
| 1991 | "Paradise"                  | —        | —        | 18       | —        | Time After Time |
| 1991 | "Too Young to Love You"     | —        | —        | —        | —        | Time After Time |
| 1992 | "Over You"                  | —        | —        | —        | —        | All for Love    |
| 1992 | "Cry a Million Tears"       | —        | —        | —        | —        | All for Love    |
| 1992 | "Boats Against the Current" | —        | —        | —        | —        | All for Love    |

## Videoclipes
| Ano  | Single                  |
| ---- | ----------------------- |
| 1990 | "Time After Time"       |
| 1991 | "One More Try"          |
| 1991 | "Over and Over"         |
| 1991 | "Paradise"              |
| 1991 | "Too Young to Love You" |
| 1992 | "Over You"              |